# Roles
Roles va ser rei dels getes o almenys d'una part de les tribus getes.
Va lluitar amb la seva gent a les ordes del procònsol de Macedònia, Marc Licini Cras Dives l'any 29 aC, contra els bàrbars de la frontera. August el va reconèixer com a amic i aliat del poble romà. Leunclavius diu que el seu nom era el mateix que Rol·ló en normand o que el germànic Rodolf.